# Ritratto di Giulio Clovio
Il Ritratto di Giulio Clovio è un dipinto olio su tavola (58×86 cm) di El Greco realizzato nel 1571 circa e conservato presso il Museo nazionale di Capodimonte a Napoli.
L'opera, commissionata dal cardinale Alessandro Farnese, fu eseguita durante il soggiorno dell'artista cretese a Roma, avvenuto intorno al 1571. Facente parte della collezione Farnese, la tela fu ereditata nel 1734 da Carlo di Borbone e trasferita definitivamente a Napoli.
Il soggetto rappresenta il celebre Giulio Clovio miniaturista, chiamato da Giorgio Vasari: "il Michelangelo delle miniature".
Giulio Clovio, miniaturista nato in Croazia nel 1498, è stato uno degli artisti che ha contribuito a far sì che El Greco si stabilisse a Roma. In questo ritratto l'artista viene raffigurato con il suo testo più famoso: il Libro d'Ore della Vergine.
Sullo sfondo si vede un paesaggio con un cielo tempestoso. Il volto dell'artista ed i particolari dell'abito e di altri elementi della scena evidenziano l'enorme qualità dei primi ritratti del pittore, così come per il dipinto coevo Ragazzo che soffia su un tizzone acceso, realizzato anch'esso durante gli anni romani ed anch'esso conservato nel Museo nazionale di Capodimonte.
Infine, si tratta del più antico ritratto realizzato da El Greco giunto fino a noi.